# Смитсон (лунный кратер)
Кратер Смитсон (лат. Smithson) — маленький ударный кратер в северо-восточной части Моря Изобилия на видимой стороне Луны. Название присвоено в честь английского химика и минералога Джеймса Смитсона (1765—1829) и утверждено Международным астрономическим союзом в 1976 г. 

## Описание кратера

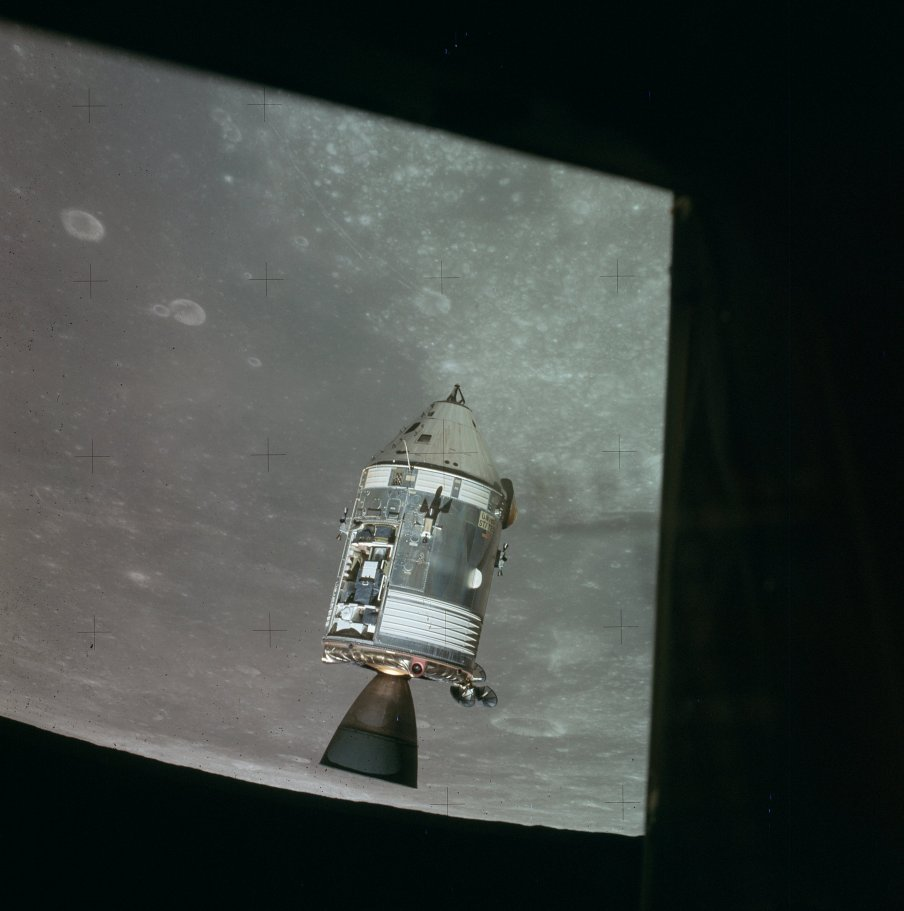
Командный модуль Аполлона-15 над Заливом Успеха. В верхней левой части снимка - кратер Смитсон.

Ближайшими соседями кратера Смитсон являются кратер  Анвиль на западе; кратер Асада на северо-западе; кратер Аббот на севере-северо-востоке; кратер Бомбелли на северо-востоке; кратер  Амегино на востоке-северо-востоке; кратер  Уэбб на востоке-юго-востоке; кратер  Линдберг на юге и кратер  Мессье на юго-западе. На востоке-юго-востоке от кратера расположена гряда Кайо; на севере-северо-востоке - борозды Аполлония; на востоке Залив Успеха; на юго-востоке - гряды Андрусова ; на юге - гряды Гейке. Селенографические координаты центра кратера 2°23′ с. ш. 53°38′ в. д. / 2,38° с. ш. 53,64° в. д., диаметр 6,0 км, глубина 950 м.
Кратер Смитсон имеет циркулярную чашеобразную форму. Вал четко очерчен, внутренний склон гладкий, с высоким альбедо. Высота вала над окружающей местностью достигает 180 м, объем кратера составляет приблизительно 5 км³. По морфологическим признакам кратер относится к типу ALC (по названию типичного представителя этого класса — кратера Аль-Баттани C).
До получения собственного наименования в 1976 г. кратер имел обозначение Тарунций N (в системе обозначений так называемых сателлитных кратеров, расположенных в окрестностях кратера, имеющего собственное наименование).

## Сателлитные кратеры
Отсутствуют.

## См.также
- Список кратеров на Луне
- Лунный кратер
- Морфологический каталог кратеров Луны
- Планетная номенклатура
- Селенография
- Минералогия Луны
- Геология Луны
- Поздняя тяжёлая бомбардировка